# صفصاف
صفصاف (عربی: صفصاف صافصاف، به معنی بید مجنون) یک روستای فلسطینی در ۹ کیلومتری شمال غربی صفد در فلسطین پیش از تشکیل دولت اسرائیل بوده‌است. روستاییان آن پس از کشتار صفصاف در اکتبر ۱۹۴۸، در خلال جنگ اعراب و اسرائیل در سال ۱۹۴۸ به لبنان گریختند.

## تاریخ
این روستا در زمان رومیان صفصوفه نامیده می‌شد.
به گفته یاقوت حموی، در سال ۹۵۰ میلادی توسط حاکم حمدانی حلب، سیف الدوله، مورد حمله واقع شد.

### دوران عثمانی
در اوایل قرن شانزدهم پس از میلاد، صفصاف به امپراتوری عثمانی ملحق شد و طبق اسناد مالیاتی ۱۵۹۶، این روستا روستایی در ناحیه ("شاخه") جیره، بخشی از سنجق صفد بود. ۲۵ خانوار سکنه داشت که ۱۳۸ نفر تخمین زده می‌شود که همگی مسلمان بودند. روستاییان نرخ مالیات ثابتی معادل ۲۵ درصد برای چندین اقلام کشاورزی از جمله گندم، جو، زیتون و میوه و همچنین انواع دیگر محصولات مانند کندو و بز پرداخت می‌کردند. در مجموع ۳۷۱۴ آقچه. یک چهارم درآمد به وقف (وقف دینی) تعلق می‌گرفت.
در سال ۱۸۳۸ صفصاف به عنوان روستایی در ناحیه صفد شناخته شد، در حالی که در سال ۱۸۷۵ ویکتور گوئرین آن را به عنوان روستایی با پانزده خانواده مسلمان توصیف کرد.
در سال ۱۸۸۱ پی‌ای‌اف در بررسی فلسطین غربی، صفصاف را به عنوان یک روستای کوچک در یک دشت با جمعیتی حدود ۱۰۰ نفر توصیف کرد. آنها همچنین خاطرنشان کردند که «سنگ‌های تزئینی یک ساختمان عمومی از قبل موجود» در در مسجد روستا ساخته شده‌است. روستاییان به کشت درختان زیتون و انجیر و تاکستان می‌پرداختند.
فهرستی از جمعیت در حدود سال ۱۸۸۷ نشان می‌دهد که صفصاف حدود ۷۴۰ سکنه دارد که همگی مسلمان هستند.

### دوران قیمومت بریتانیا
صفصاف در سال ۱۹۲۲ بخشی از قیمومیت بریتانیا شد. در این مدت روستا در ضلع شرقی بزرگراه صفد - ترشیحا قرار داشت و در جهت شمال شرقی - جنوب غربی امتداد داشت. همه ساکنان صفصاف مسلمان بودند. یک مسجد و چند مغازه در مرکز روستا قرار داشت و یک مدرسه ابتدایی نیز در این دوره تأسیس شد. کشاورزی عمده‌ترین فعالیت اقتصادی بود و هم از چشمه آبیاری و هم از طریق دیم آبیاری می‌شد. در زمین شمال روستا میوه و زیتون کشت می‌شد.
در سرشماری ۱۹۲۲ فلسطین، صفصاف دارای ۵۲۱ مسلمان بود، که در سرشماری سال ۱۹۳۱ به ۶۶۲ نفر افزایش یافت که هنوز همگی مسلمان و در مجموع ۱۲۴ خانه بودند.

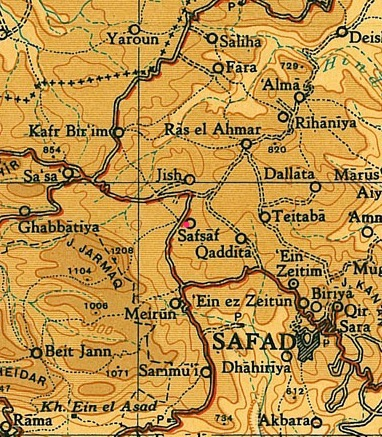
صفصاف. ۱۹۴۵. بررسی فلسطین

در آمار سال ۱۹۴۵، طبق یک بررسی رسمی زمین و جمعیت، جمعیت آن ۹۱۰ مسلمان، با مجموع ۷۳۹۱ دونوم زمین بود. از این تعداد، در مجموع ۲۵۸۶ دانه به غلات اختصاص یافت. ۷۶۹ دونوم آبیاری یا برای باغ‌ها استفاده می‌شد، در حالی که ۷۲ دونم منطقه ساخته شده (شهری) بود.

### ۱۹۴۸ و پس از آن
در ۲۹ اکتبر ۱۹۴۸، نیروهای اسرائیلی به عنوان بخشی از عملیات حیرام به روستا حمله کردند. پس از تسلیم روستاییان، حدود ۵۰ تا ۷۰ مرد در حبس قتل‌عام شدند و چهار زن گزارش دادند که مورد تجاوز قرار گرفته‌اند. سوابق ارتش اسرائیل برای این قتل‌عام محرمانه باقی مانده‌است.
در سال ۱۹۴۹ کفر هوشن در زمین روستا و به دنبال آن بار یوحای در سال ۱۹۷۹ و همچنین در زمین روستا تأسیس شد.
در سال ۱۹۹۲ دربارهٔ محدوده روستا چنین شرح داده شده‌است: «این سایت مملو از علف و درختان پراکنده‌است که در میان آنها چند تراس و انبوه سنگ از خانه‌های ویران دیده می‌شود. در چند خانه اسرائیلی‌ها زندگی می‌کنند. بخشی از زمین‌های اطراف توسط آبادی‌ها مورد کشت قرار می‌گیرند و بقیه آن جنگلی است.»